# Mark Steiner
Mark Steiner (Bronx, Nueva York; 6 de mayo de 1942 - 6 de abril de 2020)[cita requerida] fue profesor de filosofía en la Universidad Hebrea de Jerusalén, donde se especializó en filosofía de las matemáticas y la física. 

## Biografía
Nacido en el neoyorquino barrio del Bronx y estudió en la escuela de Yeshivá. Estudiante de matemáticas decidió cambiar y estudiar filosofía tutelado por Sidney Morgenbesser. Tras estudiar en Oxford con una beca Fulbright, y en la Universidad de Princeton donde obtuvo el doctorado en filosofía en el año 1972. Regresó a la Universidad e Columbia donde ejerció como docente entre 1970 hasta 1977. A partir de 1977 ejerció como docente en la Universidad Hebrea de Jerusalén, al tiempo que realizaba cursos de verano anuales en la Universidad de Columbia.
Su hermano es Richard C. Steiner, profesor de semíticas en la Universidad Yeshiva. 
Murió el 6 de abril de 2020 en el Shaare Zedek Medical Center,[cita requerida] después de contraer el virus del SARS-CoV-2 que le causó la enfermedad del COVID-19 durante la pandemia de coronavirus 2019-20.

## Carrera académica
Steiner fue conocido por su libro La aplicabilidad de las matemáticas como un problema filosófico, en el que explicó la utilidad histórica de las matemáticas en la física. El libro puede considerarse una meditación extendida sobre los temas planteados por el artículo de Eugene Wigner La efectividad irrazonable de las matemáticas en las ciencias naturales. El editor escribe: «Steiner argumenta que, por el contrario, estas leyes fueron descubiertas, utilizando analogías matemáticas hechas por el hombre, lo que resulta en una imagen antropocéntrica del universo como para la cognición humana, un desafío al dogma arraigado del naturalismo». Steiner también fue el autor del libro Mathematical Knowledge .[cita requerida]